# Iwa no Hime
Công chúa Iwa (磐之媛命 (Bàn Chi Viên Mệnh) Iwa no hime no Mikoto, d.347), đôi khi còn được gọi là Hoàng hậu Iwa no hime (磐姫皇后 (Bàn Cơ Hoàng hậu) Iwa no hime kōgō), là một nhà thơ và là Hoàng hậu của Thiên hoàng Nintoku, vị Thiên hoàng thứ 16 của Nhật Bản, theo danh sách truyền thống. Bà là hậu duệ của Thiên hoàng Kōgen.  
Không có ngày tháng chắc chắn để xác định được thời kì trị vì của Thiên hoàng Nintoku, cũng như người vợ đầu tiên của ông, Công chúa Iwa no Hime. Thiên hoàng Nintoku được coi là đã cai trị đất nước trong cuối thế kỷ thứ tư và đầu thế kỷ thứ năm, nhưng có rất ít thông tin về ông. Không có đủ tài liệu có sẵn để xác minh và nghiên cứu thêm. 
Thơ của Công chúa Iwa, hay những bài thơ được cho là của bà, được đưa vào Cổ Sự ký, Nhật Bản Thư kỷ và Vạn Diệp tập. Mộ của bà được cho là nằm ở tỉnh Nara.

## Trong văn chương
Những bài thơ mà Hoàng hậu Iwa-no hime được cho là đã sáng tác cùng với chồng có liên quan đến Cổ sự ký và trong Nhật Bản thư kỷ. 
Những bài thơ được cho là của Hoàng hậu Iwa đều đã được tập hợp trong Vạn Diệp tập, Trong khi đó, tập thơ cổ nhất Nhật Bản hiện được cho là do Ōtomo no Yakamochi (大伴 家持) sưu tầm. Trong bốn bài hát của mình, bà đã bày tỏ tình cảm với chồng mình.  Tuy nhiên, một số học giả hiện đại đang kiểm chứng lại những bài hát này.

## Lăng mộ chôn cất
Ngôi mộ của Hoàng hậu Iwa-no hime no Mikoto được cho là nằm ở Saki-chō ở thành phố Nara. Cả hai ngôi mộ Hoàng gia kofun -type được đặc trưng bởi một hòn đảo hình lỗ khóa nằm trong một con hào rộng, đầy nước.

## Hậu duệ
- Hoàng tử Ooe no Izahowake (大兄去来穂別尊), sau lên ngôi, trở thành Thiên hoàng Richū
- Hoàng tử Suminoe no Nakatsu (住吉仲皇子)
- Hoàng tử Mizuhawake (瑞歯別尊), sau lên ngôi, trở thành Thiên hoàng Hanzei
- Hoàng tử Oasatsuma wakugo no Sukune (雄朝津間稚子宿禰尊), sau lên ngôi, trở thành Thiên hoàng Ingyō